# والتر غاي
والتر غاي (بالإنجليزية: Walter Gay)‏ هو رسام أمريكي، ولد في 22 يناير 1856 في بوسطن في الولايات المتحدة، وتوفي في 15 يوليو 1937 في باريس في فرنسا.

## وصلات خارجية
- والتر غاي على موقع أوليمبيديا (الإنجليزية)